# ティアン

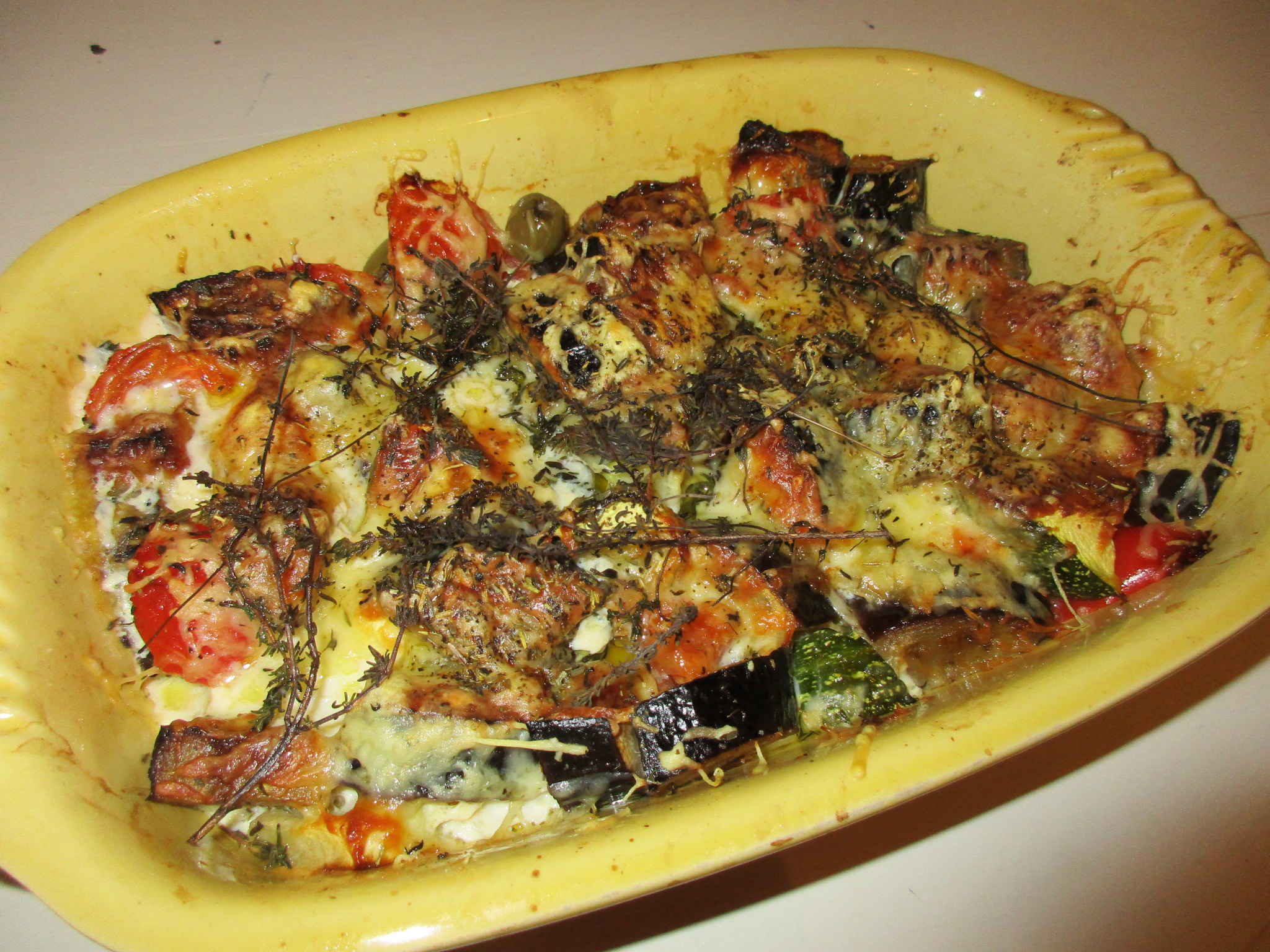
ティアンの例

ティアン、ティアンプロヴァンス（フランス語: Tian provençal）は、フランス・プロヴァンス地方の郷土料理。野菜の薄切りを陶器の器に重ね、焼き色をつけた料理。
元々は調理に使用する陶器の器がティアンという名称であったが、いつしか料理名となった。かつては陶器の器で蒸し煮にしていた料理だが、オーブンが普及したことでオーブン料理になった。
使用する野菜に特に決まりはない。